# André Sá
André Sá (Belo Horizonte, 6 maggio 1977) è un ex tennista brasiliano.

## Carriera
Ha raggiunto il suo più alto ranking nel singolo il 12 agosto 2002, con la 55ª posizione, mentre nel doppio ha raggiunto il 17º posto il 2 febbraio 2009.
Nel doppio maschile ha giocato ventitré finali vincendone otto. Negli Slam ha ottenuto i risultati migliori a Wimbledon, nel 2002 raggiunge i quarti di finale in singolare, eliminato da Tim Henman, mentre nel 2007 ha raggiunto la semifinale del doppio maschile insieme a Marcelo Melo.
In Coppa Davis ha giocato ventiquattro match con la squadra brasiliana vincendone quattordici.

## Statistiche

### Doppio

#### Vittorie (11)
| Legenda                                            |
| Grande Slam (0)                                    |
| ATP World Tour Finals (0)                          |
| ATP Masters 1000 (0)                               |
| ATP World Tour 500 (0)                             |
| ATP International Series / ATP World Tour 250 (11) |

| Numero | Data              | Torneo                             | Superficie  | Compagno            | Avversari in finale                   | Punteggio            |
| 1.     | 24 settembre 2001 | Hong Kong Open, Hong Kong          | Cemento     | Karsten Braasch     | Petr Luxa Radek Štěpánek              | 6–0, 7–5             |
| 2.     | 29 aprile 2007    | Estoril Open, Estoril              | Terra rossa | Marcelo Melo        | Martín García Sebastián Prieto        | 3–6, 6–2, [10–6]     |
| 3.     | 11 febbraio 2008  | Brasil Open, Costa do Sauípe (1)   | Terra rossa | Marcelo Melo        | Albert Montañés Santiago Ventura      | 4–6, 6–2, [10–7]     |
| 4.     | 18 maggio 2008    | ATP Pörtschach, Pörtschach         | Terra rossa | Marcelo Melo        | Julian Knowle Jürgen Melzer           | 7–5, 6(3)–7, [13–11] |
| 5.     | 17 agosto 2008    | Connecticut Open, New Haven        | Cemento     | Marcelo Melo        | Mahesh Bhupathi Mark Knowles          | 7–5, 6–2             |
| 6.     | 23 maggio 2009    | Austrian Open Kitzbühel, Kitzbühel | Terra rossa | Marcelo Melo        | Andrei Pavel Horia Tecău              | 6(9)–7, 6–2, [10–7]  |
| 7.     | 25 settembre 2011 | Open de Moselle, Metz              | Cemento (i) | Jamie Murray        | Lukáš Dlouhý Marcelo Melo             | 6–4, 7–6(7)          |
| 8.     | 1º marzo 2015     | Argentina Open, Buenos Aires       | Terra rossa | Jarkko Nieminen     | Pablo Andújar Oliver Marach           | 4-6, 6–4, [10–7]     |
| 9.     | 27 giugno 2015    | Nottingham Open, Nottingham        | Erba        | Chris Guccione      | Pablo Cuevas David Marrero            | 6-2, 7-5             |
| 10.    | 25 luglio 2015    | Croatia Open Umag, Umago           | Terra rossa | Máximo González     | Mariusz Fyrstenberg Santiago González | 4-6, 6–3, [10-5]     |
| 11.    | 5 marzo 2017      | Brasil Open, San Paolo (2)         | Terra rossa | Rogério Dutra Silva | Marcus Daniell Marcelo Demoliner      | 7–6(5), 5-7, [10-7]  |

#### Finali perse (19)
| Legenda                                            |
| Grande Slam (0)                                    |
| ATP World Tour Finals (0)                          |
| ATP Masters 1000 (0)                               |
| ATP World Tour 500 (1)                             |
| ATP International Series / ATP World Tour 250 (18) |

| Numero | Data             | Torneo                                                            | Superficie      | Compagno         | Avversari in finale                 | Punteggio            |
| 1.     | 9 febbraio 1998  | Pacific Coast Championships, San Jose                             | Cemento         | Nelson Aerts     | Todd Woodbridge Mark Woodforde      | 1–6, 5–7             |
| 2.     | 28 gennaio 2001  | Colombia Open, Bogotà                                             | Terra rossa     | Martín Rodríguez | Mariano Hood Sebastián Prieto       | 2–6, 4–6             |
| 3.     | 9 luglio 2001    | Hall of Fame Tennis Championships, Newport                        | Erba            | Glenn Weiner     | Bob Bryan Mike Bryan                | 3–6, 5–7             |
| 4.     | 15 luglio 2002   | Dutch Open, Amersfoort (1)                                        | Terra rossa     | Alexandre Simoni | Jeff Coetzee Chris Haggard          | 6(1)–7, 3–6          |
| 5.     | 9 settembre 2002 | Brasil Open, Costa do Sauípe (1)                                  | Cemento         | Gustavo Kuerten  | Scott Humphries Mark Merklein       | 3–6, 6(1)–7          |
| 6.     | 14 luglio 2003   | Dutch Open, Amersfoort (2)                                        | Terra rossa     | Chris Haggard    | Devin Bowen Ashley Fisher           | 0–6, 4-6             |
| 7.     | 9 giugno 2008    | Queen's Club Championships, Londra (1)                            | Erba            | Marcelo Melo     | Daniel Nestor Nenad Zimonjić        | 4–6, 6(3)–7          |
| 8.     | 1º marzo 2009    | Delray Beach International Tennis Championships, Delray Beach (1) | Cemento         | Marcelo Melo     | Bob Bryan Mike Bryan                | 4–6, 4–6             |
| 9.     | 14 giugno 2009   | Queen's Club Championships, Londra (2)                            | Erba            | Marcelo Melo     | Wesley Moodie Michail Južnyj        | 4–6, 6–4, [6–10]     |
| 10.    | 20 febbraio 2011 | Argentina Open, Buenos Aires (1)                                  | Terra rossa     | Franco Ferreiro  | Oliver Marach Leonardo Mayer        | 6(6)–7, 3–6          |
| 11.    | 6 agosto 2011    | Austrian Open Kitzbühel, Kitzbühel                                | Terra rossa     | Franco Ferreiro  | Daniele Bracciali Santiago González | 6(1)–7, 6–4, [9–11]  |
| 12.    | 19 febbraio 2012 | Brasil Open, San Paolo (2)                                        | Terra rossa (i) | Michal Mertiňák  | Eric Butorac Bruno Soares           | 6–3, 4–6, [8–10]     |
| 13.    | 26 febbraio 2012 | Argentina Open, Buenos Aires (2)                                  | Terra rossa     | Michal Mertiňák  | David Marrero Fernando Verdasco     | 4–6, 4–6             |
| 14.    | 4 marzo 2012     | Delray Beach International Tennis Championships, Delray Beach (2) | Cemento         | Michal Mertiňák  | Colin Fleming Ross Hutchins         | 6–2, 6(5)–7, [13–15] |
| 15.    | 15 luglio 2012   | Stuttgart Open, Stoccarda                                         | Terra rossa     | Michal Mertiňák  | Jérémy Chardy Łukasz Kubot          | 1-6, 3-6             |
| 16.    | 4 ottobre 2015   | Shenzhen Open, Shenzhen                                           | Cemento         | Chris Guccione   | Colin Fleming Jonathan Erlich       | 1–6, 7–6(3), [6–10]  |
| 17.    | 25 aprile 2016   | Romanian Open, Bucarest                                           | Terra rossa     | Chris Guccione   | Florin Mergea Horia Tecău           | 5–7, 4–6             |
| 18.    | 19 giugno 2016   | Queen's Club Championships, Londra (3)                            | Erba            | Chris Guccione   | Pierre-Hugues Herbert Nicolas Mahut | 3-6, 6(5)–7          |
| 19.    | 30 giugno 2017   | Eastbourne International, Eastbourne                              | Erba            | Rohan Bopanna    | Bob Bryan Mike Bryan                | 7–6(4), 4-6, [3-10]  |